# بصلة شمية

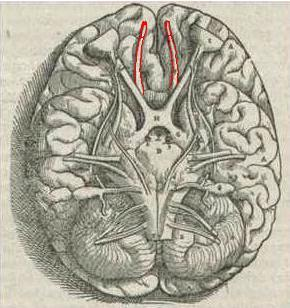
الدماغ البشري من الأسفل، ويظهر فيه البصلة الشمية والسبيل الشمي بالأحمر، أندرياس فيزاليوس

البصلة الشمية (بالإنجليزية: Olfactory bulb)‏ هي بنية عصبية موجودة في الدماغ الأمامي في الفقاريات وترتبط في الشم، المعنية بإدراك روائح. وتقوم بإرسال المعلومات الشمية ليتم معالجتها بشكل أكبر في اللوزة، والقشرة الجبهية الحجاجية وقرن آمون حيث تلعب هذه المعلومات الشمية دورا في العاطفة والذاكرة والتعلم.
تنقسم البصلة الشمية إلى جزئين مميزين هما: البصلة الشمية الرئيسية والبصلة الشمية الزائدة. ترتبط البصلة الشمية الرئيسية باللوزة الدماغية عبر القشرة الكمثرية التي هي جزء من القشرة الشمية الأولية وتسقط مباشرة من البصلة الشمية الرئيسية إلى مناطق اللوزة الدماغية. أما البصلة الشمية الزائدة فتقع على المنطقة الظهرية الخلفية للبصلة الشمية الرئيسية وتشكل مسارًا متوازيًا. يؤدي تدمير البصيلة الشمية في أحد الجانبين إلى فقد الشم في ذلك الجانب، في حين تؤدي الآفات الآفات المهيجة في المعقف إلى حدوث هلاوس تذوقية وشمية.